# ایگور گرابوتسی
ایگور گرابوتسی (رومانیایی: Igor Grabucea؛ زادهٔ ۲۹ آوریل ۱۹۷۶) وزنه‌بردار مرد اهل مولداوی است. بهترین رکورد انفرادی‌اش  ۲۶۷٫۵ کیلوگرم می‌باشد.
وی در مسابقات کشوری و بین‌المللی در مجموع برندهٔ ۱ مدال نقره، ۳ مدال برنز شده‌است.
وی همچنین در وزن ۵۶ کیلوگرم مسابقات وزنه‌برداری بازی‌های المپیک تابستانی ۲۰۰۸ به رقابت پرداخت و با مجموع ۲۳۹ کیلوگرم در رده ۱۴ رقابت‌ها را به پایان رسانید